# Kornvalmue
Kornvalmue (Papaver rhoeas), ofte skrevet korn-valmue, er en 30-100 cm høj, vildtvoksende valmueart, som normalt har stærkt røde blosterblade rundt om et sort center. Arten er den største af de tre vilde valmuearter i Danmark, og den har sit navn, fordi den tidligere var almindelig som ukrudt i kornet. Planten er svagt giftig.

## Beskrivelse
Kornvalmue er en enårig, urteagtig plante med en opret vækst. De første blade danner en grundstillet roset, som visner bort, når stænglen skyder frem. Stænglen er svagt forgrenet, rund i tværsnit og forsynet med stive hår og spredtstillede blade. De er ægformede og fjersnitdelte med en groft tandet rand. Begge bladsider er græsgrønne med stive, udstående hår.
Blomstringen foregår i juni-juli, hvor man finder de enlige blomster endestillet på stænglen eller dens forgreninger. Bægerbladene er stivhårede, mens kronbladene er store og karminrøde med en sort plet ved midten. Frugterne er kapsler med mange, sorte frø.
Rodsystemet består af en kraftig og dybtgående pælerod og mange siderødder.
Højde x bredde og årlig tilvækst: 0,75 x 0,35 m (75 x 35 cm/år).

## Hjemsted
Kornvalmue har sin naturlige udbredelse i Makaronesien, Nordafrika, Mellemøsten (herunder i den Frugtbare halvmåne), Kaukasus, Iran og det Indiske Subkontinent samt i det meste af Europa.
I Danmark er (eller var) den almindelig i kornmarker på Øerne, mens den kun findes hist og her i resten af landet. Arten er knyttet til lysåbne voksesteder, og da den er fulgt med korndyrkningen foretrækker den de forhold, der findes i dyrkede marker (dvs. i plantesamfundet Centaureetalia cyani).
De moderne metoder til kornrensning har betydet, at plantens frø sjældent følger med sædekornet, og derfor ses den sjældnere og sjældnere i kornet. Derimod kan man træffe den på ruderater med fuld sol.
På grundlag af 712 undersøgelser over 45 år fandt man arten i Tjekkiets kornmarker sammen med bl.a. agerranunkel, agersennep, agerstenfrø, rundskulpe, blåstjerne, ensidig klokke, flyvehavre, humlesneglebælg, hundepersille, hørsnerre, kornblomst, Melampyrum arvense (en art af kohvede), ungarsk vikke og vedbendærenpris

## Aktive stoffer
Planten er svagt giftig for græssende dyr. Frøene er harmløse, men indeholder som resten af planten et beroligende stof, der bruges som naturmedicin. 

## Anvendelse
Kornvalmue bruges som nævnt i naturmedicin, men desuden er der udviklet et stort antal frøsorter i mange farver og alle grader af dobbelthed i blomsten. Disse sorter dyrkes ofte som sommerblomster i haverne.
| Portal | Portal:Botanik |